# Franz Kafka
Franz Kafka (Praag, 3 juli 1883 – Kierling, 3 juni 1924) was een Duitstalige schrijver die wordt gezien als een van de belangrijkste auteurs van de twintigste eeuw. Zijn werk kreeg vooral na zijn dood een grote invloed op de westerse literatuur.
Kafka was aanvankelijk een staatsburger van Oostenrijk-Hongarije en meer in het bijzonder van de provincie Bohemen. Hij groeide op in de Duitstalige Joodse gemeenschap van Praag. Na het uiteenvallen van het Habsburgse keizerrijk en de oprichting van de Eerste Tsjecho-Slowaakse Republiek in 1918 werd Bohemen bij die staat gevoegd en zodoende werd Kafka een Tsjecho-Slowaaks staatsburger. Hij verbleef ook enige tijd in Berlijn, de hoofdstad van de Weimarrepubliek. Dat maakte hem tot een Duitstalige en Midden-Europese auteur die thuis hoorde in het Bohemen van die tijd. De benoeming van Kafka als 'Tsjechisch' auteur is historisch gezien niet helemaal correct, omdat de staat Tsjechië nog niet bestond vóór 1918. Hij kan het beste worden getypeerd als een typische Bohemer, omdat hij zowel het Duits als het Tsjechisch beheerste en met beide taalgemeenschappen in Praag uitstekend overweg kon. In de periode dat Kafka Tsjecho-Slowaaks staatsburger was – van 1918 tot 1924 – woonde en werkte hij voornamelijk in Oostenrijk en Duitsland.
Kafka is vooral bekend als schrijver van de romans Het proces en Het slot alsmede de novelle De gedaanteverwisseling. Zijn werk lijkt zich te kenmerken door een nachtmerrieachtige, onheilspellende sfeer, waarin een machteloos persoon voor schuldig wordt gehouden aan iets wat hem niet wordt meegedeeld en zijn vertwijfeling en wanhoop worden opgevat als een bewijs voor zijn schuld (als kafkaësk bekend geworden), waarin de bureaucratie en de onpersoonlijke maatschappij steeds meer grip krijgen op het individu. Kafka's oeuvre wordt wel gezien als symbool voor de ontwortelde mens in de moderne tijd. Sommigen zijn echter van mening dat het werk van Kafka juist een poging is, in een ogenschijnlijke strijd met 'hogere machten', het initiatief terug te geven aan de individuele mens, die uiteindelijk zelf zijn keuzes maakt en daarvoor verantwoordelijk is. In de Engelse taal is vanuit deze thematiek die Kafka's werk domineert de uitdrukking "Kafka trap" (kafkavalstrik) ontstaan: een beschuldiging die als gegrond wordt beschouwd als de beschuldigde ontkent.

## Leven

### Familie

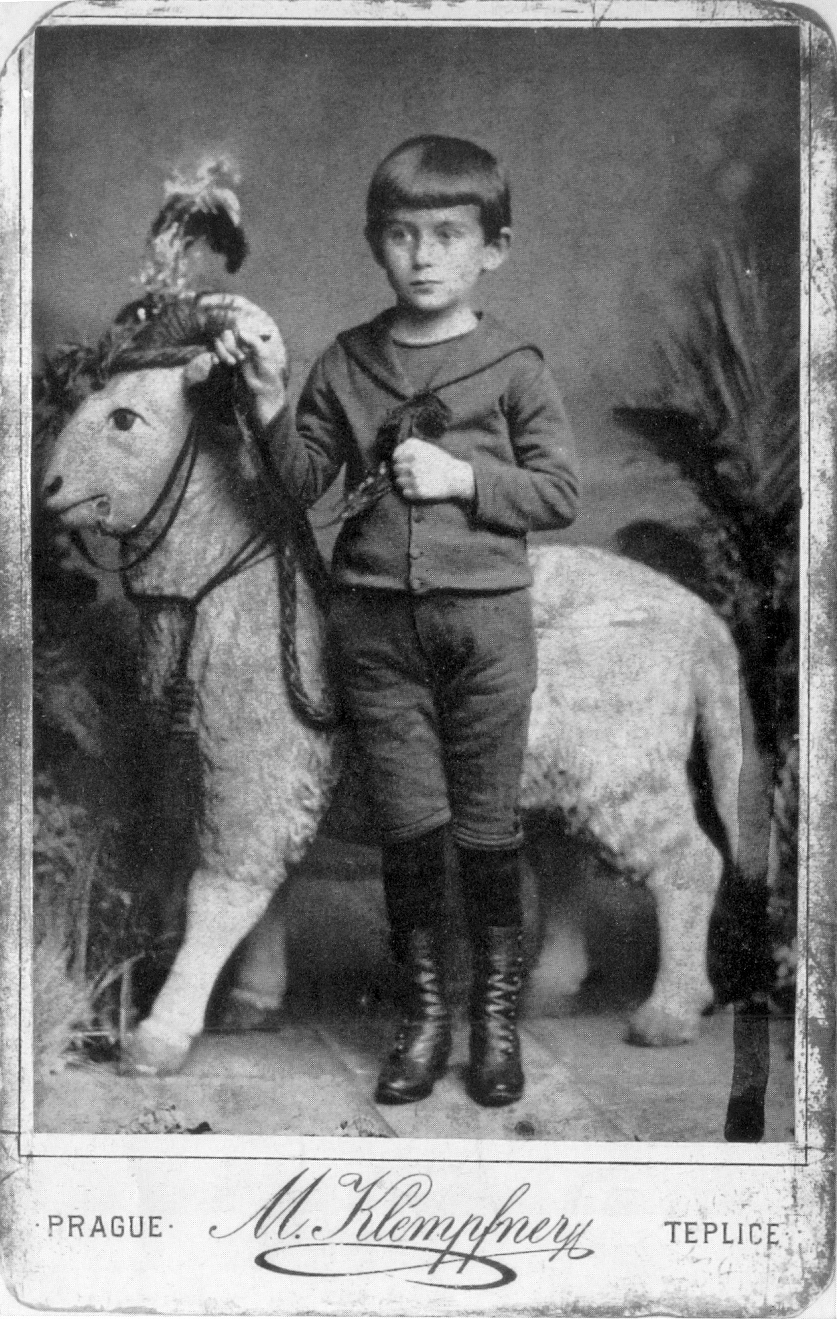
Kafka op vijfjarige leeftijd

Franz Kafka werd geboren in een Duitssprekende, joodse familie in Praag, destijds de hoofdstad van Bohemen in de dubbelmonarchie Oostenrijk-Hongarije. Zijn vader Hermann Kafka (1852-1931) kwam uit het Zuid-Boheemse dorp Osek (Wohsek), zijn moeder Julie Kafka-Löwy (1856-1934) uit Podĕbrady in Midden-Bohemen. Het echtpaar trok naar Praag om daar een groothandel in modeaccessoires en fournituren op te zetten. Hermann wordt door Kafka zelf en zijn biografen omschreven als een zelfingenomen en dominante vader, met wie Kafka een moeizame relatie had.
Hoewel Kafka ook met zijn moeder geen intense relatie had, identificeerde hij zich in hoge mate met zijn familie van moederskant, die in tegenstelling tot zijn vaders familie bekendstond als spiritueel en intellectueel.
Kafka had twee jongere broers, Georg en Heinrich, die al na respectievelijk vijftien en zes maanden stierven en drie jongere zussen, Gabriele (Elli) (1889–1942?), Valerie (Valli) (1890–1942?) en Ottilie (Ottla) (1892–1943). Elli en Valli werden in de Tweede Wereldoorlog naar het getto van Łódź gedeporteerd en kwamen aldaar in een concentratiekamp om, terwijl Ottla eerst terechtkwam in Theresienstadt en vandaar met een groep aan haar toevertrouwde kinderen naar Auschwitz werd getransporteerd en hier waarschijnlijk in oktober 1943 werd vergast.

### Jeugd en leertijd
Kafka's moedertaal was het Duits, maar hij sprak ook Tsjechisch. Tussen 1889 en 1893 volgde hij de Deutsche Knabenschule in de binnenstad van Praag aan de Fleischmarkt (Vleesmarkt, nu Masná) in het historisch centrum van de destijds nog Oostenrijks-Hongaarse stad Praag. Zijn joodse onderwijs was beperkt tot het vieren van zijn bar mitswa toen hij dertien jaar oud was en het vier keer per jaar bijwonen van diensten in de synagoge.
Na de basisschool werd hij toegelaten tot het staatsgymnasium in Praag, het Duitstalige Altstädter Deutsches Gymnasium. In 1901 deed hij met succes eindexamen. Hij werd daarna toegelaten op de beroemde Duitstalige Karelsuniversiteit van Praag, waar hij begon aan een studie scheikunde, maar al na twee weken omzwaaide naar rechten. Aan het einde van zijn eerste studiejaar ontmoette Kafka de latere schrijver Max Brod, die zijn leven lang zijn beste vriend zou blijven en die na Kafka's dood het grootste deel van zijn werk zou publiceren.
Hij sloot zich aan bij de Lese- und Redehalle der Deutschen Studenten, een studentenvereniging die onder meer literaire evenementen en lezingen verzorgde. In deze periode nam hij tekenlessen, maar aan Felice Bauer zou hij in 1913 schrijven, dat de schoolse lerares zijn natuurlijk talent had bedorven. Ook volgde Kafka een semester Germanistiek en Kunstgeschiedenis; hij overwoog enige tijd om deze studie voort te zetten aan de universiteit van München, maar bleef de rechtenstudie trouw, die hij op 18 juni 1906 zonder studievertraging bekroonde met een promotie tot doctor in de rechten bij professor Alfred Weber. Na zijn afstuderen vervulde hij zijn civiele dienstplicht door een jaar lang onbetaald te werken als klerk aan een rechtbank.

### Loopbaan
Op 1 november 1907 trad Kafka in dienst bij Assicurazioni Generali, een commerciële Italiaanse verzekeringsmaatschappij. Na hier slechts negen maanden te hebben gewerkt nam Kafka op 15 juli 1908 ontslag, naar eigen zeggen, omdat de lange werktijd hem te zeer hinderde in het beoefenen van zijn grote passie: schrijven. Twee weken later trad hij in dienst bij het Verzekeringsinstituut voor Arbeidersongevallen van het koninkrijk Bohemen, waar hij bleef werken tot zijn vroegtijdige pensionering in 1922. Hoewel hij zijn werk vaak afdeed als een 'Brotberuf', werden zijn prestaties door zijn werkgever zeer gewaardeerd, wat onder meer blijkt uit de promoties die Kafka maakte tijdens zijn loopbaan. Zijn taak was het beperken van veiligheidsrisico's voor arbeiders die met – toen vaak nog onveilige – machines moesten werken; hiertoe bezocht hij vele fabrieken en schreef hij voorlichtingsmateriaal. Verder was hij verantwoordelijk voor de indeling van bedrijven in risicogroepen. Dat hij ook schadeclaims moest betwisten bracht hem soms in gewetensnood, maar het bedrijf liet hem vaak de ruimte om coulant te zijn voor de slachtoffers, die soms blijvend letsel hadden geleden.
Naast zijn baan bij de verzekeringsmaatschappij bleef Kafka schrijven, waarbij hij een specifieke dagindeling aanhield: 's morgens werkte hij op kantoor, 's middags ging hij enkele uren slapen, daarna ging hij wandelen, eten met vrienden of familie, om zich dan 's avonds aan het schrijven te zetten, waar hij tot diep in de nacht mee doorging. Tijdens een van die nachten zette hij 'als in een roes' het verhaal Das Urteil (Het vonnis) op papier.
In 1911 nodigde zijn zwager Karl Hermann – echtgenoot van zijn zus Elli – Kafka uit om mee te werken aan het besturen van de Prager Asbestwerke Hermann und Co. een asbestfabriek in Praag. Kafka deed mee en bleef enige tijd veel van zijn vrije tijd in de fabriek steken, maar hij verfoeide het werk, omdat het hem afhield van het schrijven. In de herfst van 1912 was hij er niet ver meer van af zelfmoord te plegen vanwege zijn werk in de fabriek. Door een dringende oproep van Max Brod aan Kafka's moeder Julie werd de dreigende crisis bezworen en kon een opvolger worden gevonden.

### Relaties

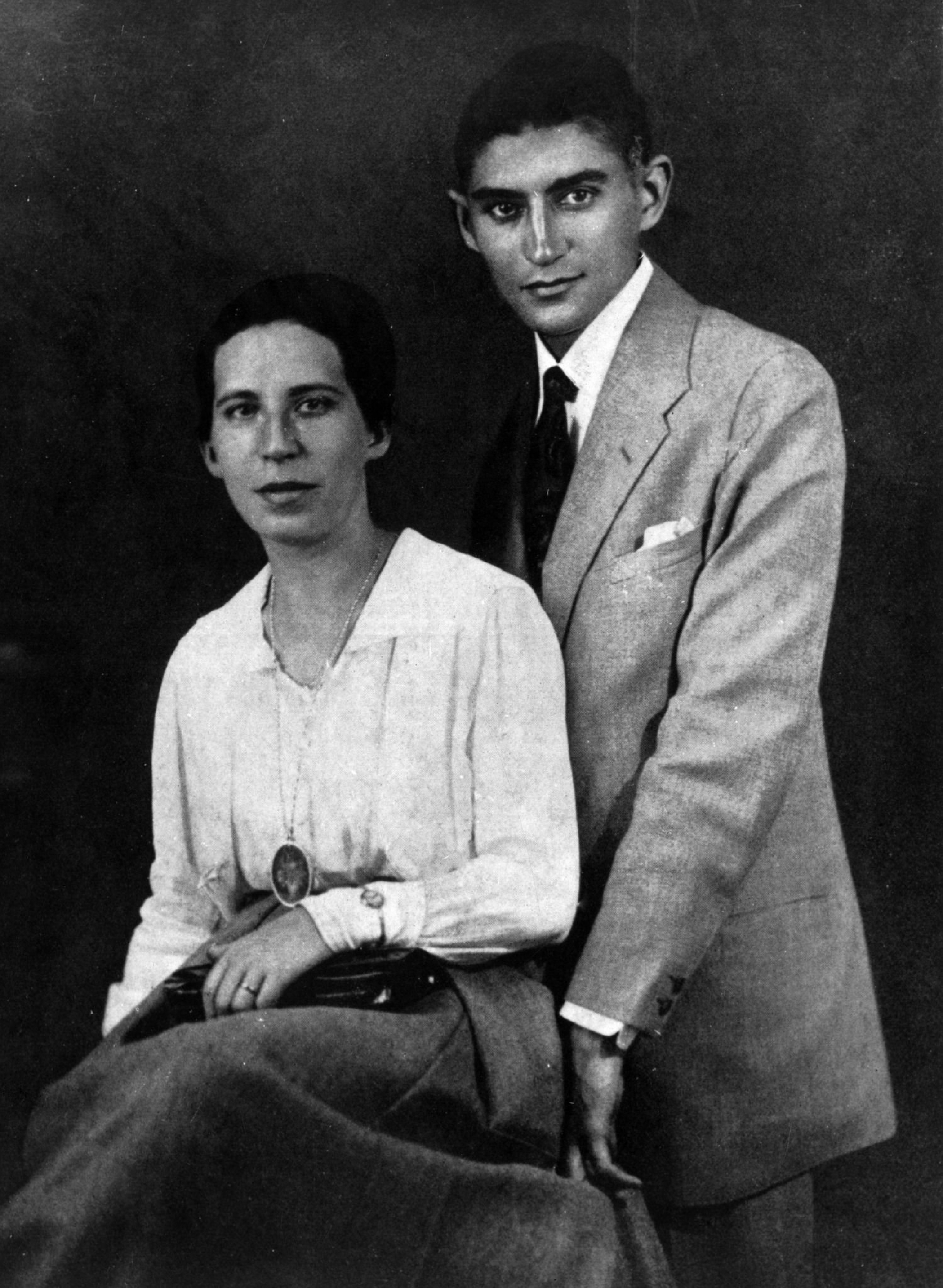
Felice Bauer

Kafka had een problematische verhouding met vrouwen. In 1912 ontmoette hij ten huize van Max Brod de Berlijnse Felice Bauer (1887-1960), vertegenwoordigster van een bedrijf dat in dictafoons handelde. In de vijf jaren die volgden ontstond een intensieve correspondentie tussen Kafka en Bauer. Af en toe ontmoetten zij elkaar, wat tweemaal leidde tot een verloving. De eerste verloving werd al snel weer verbroken, nadat een (te intieme) briefwisseling met Grete Bloch, een vriendin van Felice die zich juist inspande voor hun relatie, aan Felice bekend werd. Kafka zag de confrontatie met hen en hun bewijsmateriaal als een rechtszaak. Dit heeft hem wellicht stof gegeven voor zijn bekende roman Der Process. Kafka's liefde voor Felice was een platonische liefde, die hij voornamelijk in stand hield via zijn brieven. Gaandeweg besefte hij, hoe moeilijk een traditioneel huwelijksleven zou zijn met de veel 'aardsere' Felice, vooral bij zijn neiging zich op te sluiten achter zijn bureau. De relatie leek dan toch tot een huwelijk te leiden, totdat bij Kafka in 1917 beginnende longtuberculose werd geconstateerd; Felice wilde hem niet in de steek laten na het bekend worden van de diagnose, maar de auteur zelf was onverbiddelijk en verbrak de relatie definitief. Op doktersadvies vroeg en kreeg hij hierna vele malen langdurige verloven om te kuren in diverse sanatoria, waarna het tijdelijk weer beter met hem ging.
Kafka verloofde zich in 1919 met Julie Wohryzek, een secretaresse uit Praag, maar zijn vader, gevoelig voor status, verzette zich hevig tegen de relatie. Hij verbrak de verloving een jaar later, maar ging zich nu scherper verzetten tegen de invloed van zijn vader, die zijn zoon graag als opvolger had gezien in zijn groothandel. Een verzet dat tot uitdrukking kwam in Kafka's uitvoerige Brief an den Vater, een 45 pagina's lang epistel. Zijn vader kreeg de brief nooit onder ogen, maar wel liet de auteur hem zien aan zijn moeder en enkele goede vrienden.
In het begin van de jaren twintig ontwikkelde zich tussen Kafka en de vrijgevochten Tsjechische journaliste en schrijfster Milena Jesenská, die enkele van zijn verhalen op hoog niveau in het Tsjechisch vertaalde, een kortstondige, maar zeer intense relatie. Van alle vrouwen in zijn leven – er waren nog diverse 'affaires' – heeft Milena de uiterst fijngevoelige auteur waarschijnlijk het best aangevoeld en op zijn minst kon zij hem bij hun schaarse ontmoetingen over zijn angsten heen helpen. Milena, die in Wenen woonde maar een slecht huwelijk had, ging niet in op zijn smeekbeden om naar Praag te komen om daar met hem samen te wonen. De flamboyante kunstenares – ze was pas 24 – voorvoelde dat ze met Kafka, hoe intens hun verhouding ook mocht zijn, toch beperkt zou worden in haar vrijheid. Dat bleek uiteindelijk de doodsteek voor hun relatie en in 1922 verbood hij haar om hem nog langer te schrijven, een verzoek waar ze zich overigens niet aan hield.
In 1923 vertrok Kafka voor enige tijd naar Berlijn, in de hoop zich zonder de bemoeienis van familie beter op zijn schrijven te kunnen concentreren. In die periode ontmoette hij Dora Diamant, een vijfentwintigjarige kleuterschoollerares uit een orthodox joods gezin. Dora werd Kafka's levensgezellin in Berlijn en beïnvloedde Kafka's groeiende interesse in de Talmoed. Bij haar proefde Kafka uiteindelijk iets van huwelijksgeluk. Kafka kreeg belangstelling voor het Zionisme en met Dora maakte hij plannen om te emigreren naar Palestina.

### Gezondheid

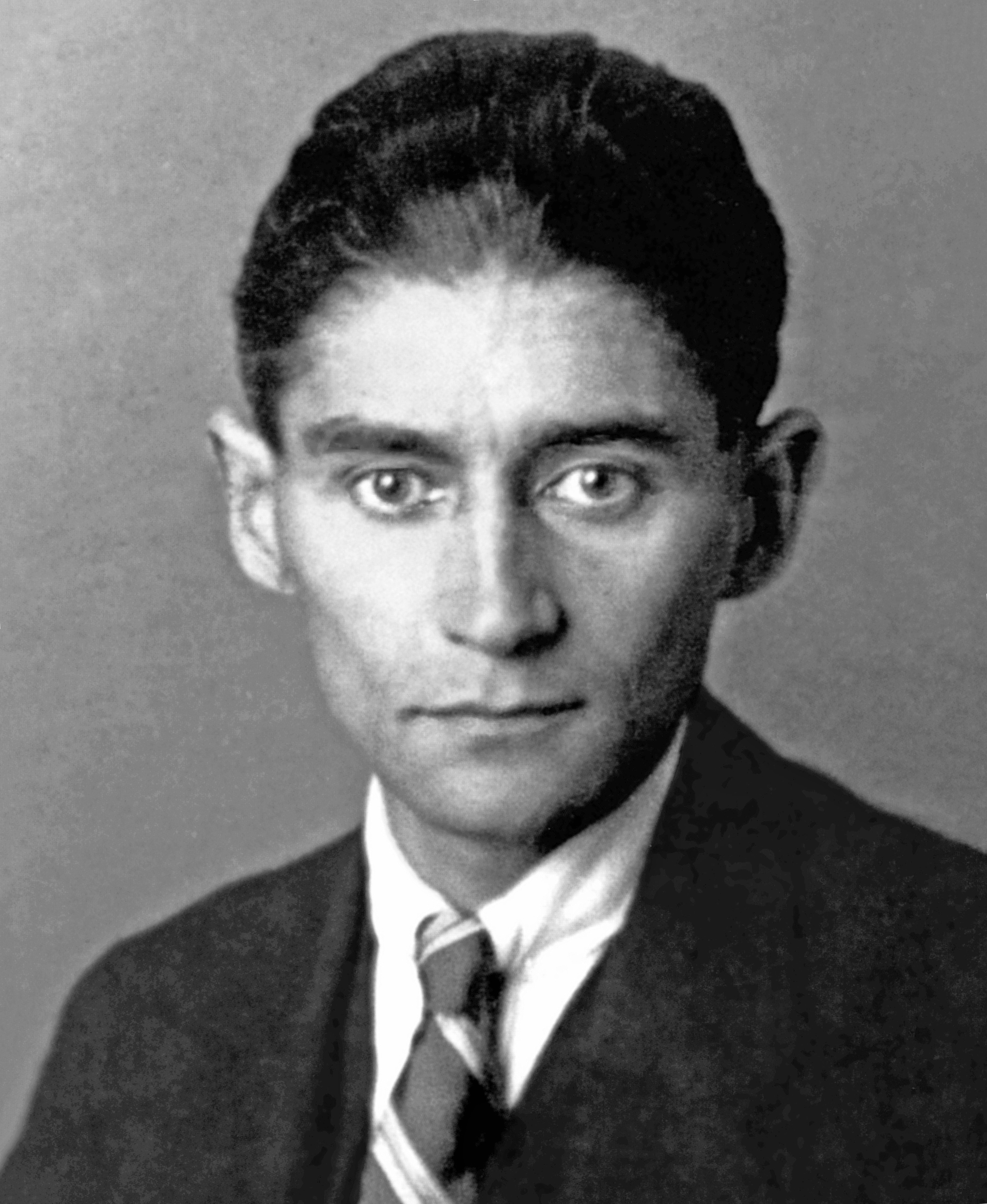
Kafka in 1923

In 1917 begon Kafka regelmatig bloed op te geven en werd de diagnose tuberculose gesteld. Het leidde tot een bijna obsessief zelfbeklag in zijn brieven aan Felice, wie hij zijn ziekte als reden voorhield om zijn verloving te verbreken. Maar ook zijn schrijverschap zag hij als struikelblok voor een 'gewoon' gezinsleven, dat met de levenslustiger en minder intellectueel ingestelde Felice zonder twijfel een groot probleem zou zijn geworden. Zelf zag hij zijn ziekte als metafoor voor het mislukken van zijn leven, waarvan hij de definitieve zin nu in het schrijverschap zocht. Kafka, die hypochondrische trekken had, leed, zoals nu wordt aangenomen, aan klinische depressie en sociale fobie, maar had ook fysieke, vermoedelijk stressgerelateerde verschijnselen van migraine, slapeloosheid, constipatie en steenpuisten. Kafka wantrouwde de reguliere geneeskunde en probeerde zijn klachten te bestrijden met naturopathische kuren, een vegetarisch dieet en het drinken van ongepasteuriseerde melk. Zijn vakantiedagen gebruikte hij om rustkuren te ondergaan in sanatoria, waarvoor zijn werkgever hem vaak buitengewoon verlof toestond. In 1922 werd de schrijver wegens zijn algehele lichamelijke toestand vervroegd pensioen verleend.

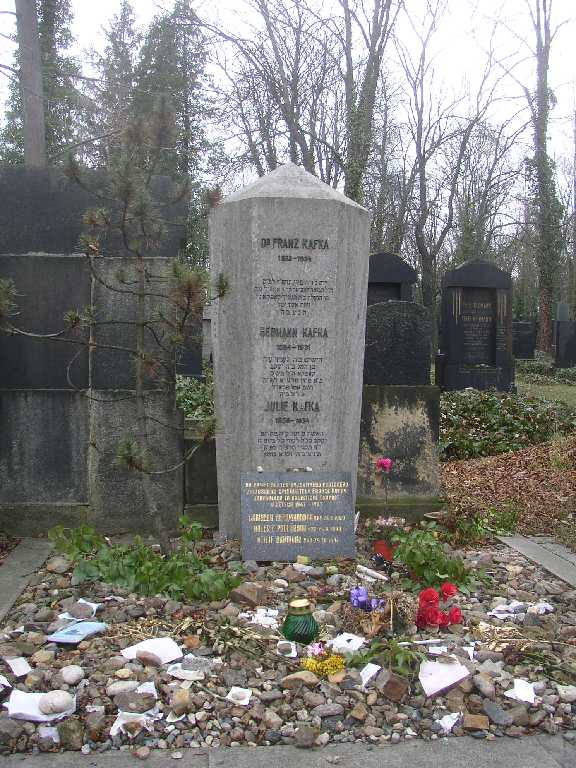
Het graf van Kafka

Nadat in 1920 longtuberculose bij hem was vastgesteld, bezocht Kafka kuuroorden in Silezië en Tirol en vestigde hij zich voorlopig in Berlijn. Hoewel Kafka's persoonlijke situatie na zijn verhuizing naar Berlijn enigszins was verbeterd en hij weer zeer veel schreef, was de inflatiewinter van 1923-1924 in Berlijn funest voor zijn reeds wankele gezondheid. Essentiële levensmiddelen werden schaars en hij moest die uit Praag laten komen; daarbij was de kou in het slecht verwarmde onderkomen niet bevorderlijk voor zijn genezing. Toen Brod hem in maart 1924 bezocht was zijn toestand zeer verslechterd; in april werd ook strottenhoofdtuberculose geconstateerd.
Het was duidelijk dat Kafka niet lang meer te leven had: men kende nog geen antibiotica en infuusvoeding, zodat Kafka steeds moeilijker kon eten, een toestand die trekken vertoonde van de figuur Gregor in De gedaanteverwisseling en de hoofdpersoon van zijn novelle Een hongerkunstenaar.
In zijn laatste maanden werd hij bijgestaan door vriend en medicus Robert Klopstock, die kritisch toezicht hield op Kafka's medische verzorging, maar de patiënt kon alleen nog met pijnstillers worden geholpen. Kafka werd opgenomen in het sanatorium Kierling bij Wenen, waar hij op 3 juni 1924 met Dora aan zijn zijde stierf, waarschijnlijk aan ondervoeding. Zijn stoffelijk overschot werd overgebracht naar Praag, waar hij op 11 juni 1924 werd begraven op de Nieuwe Joodse Begraafplaats in Žižkov.

## Schrijverschap
Kafka zag het schrijven als een diepe innerlijke noodzaak, al was het voor hem 'een vreselijke bezigheid', die 'een volledige opening van lichaam en ziel' inhield. Hij sprak van 'de bevroren zee in ons'; een boek moest zijn als 'de bijl' waarmee die zee moest worden 'opengehakt'. Schrijven diende men volgens Kafka te doen alsof men zich bevindt in een donkere tunnel, nog zonder te weten hoe de personages zich verder zullen ontwikkelen. In Duitsland werd Kafka's werk in 1933 door de nationaalsocialisten verboden.

### Tekstgeschiedenis
Tijdens zijn leven publiceerde Kafka slechts enkele korte verhalen alsmede de novelle De gedaanteverwisseling, wat maar een zeer beperkt deel was van zijn werk. Van de grote romans die hij tijdens zijn leven schreef werden Het slot en Amerika nooit voltooid. Het proces eindigt wel, maar het zevende hoofdstuk bleef onvoltooid en bovendien is de volgorde van de hoofdstukken onzeker. Kafka schreef al zijn werken in het Duits, afgezien van enkele brieven in het Tsjechisch aan zijn geliefde Milena Jesenská.
Voor zijn dood droeg Kafka zijn vriend en executeur-testamentair Max Brod schriftelijk op om zijn manuscripten te vernietigen. Maar Brod zag in de schriftelijke aanwijzing van zijn vriend, dat juist hij dit 'vonnis' moest voltrekken, een vrijbrief om dit niet te doen: hij, die Kafka's werk juist als geen ander kende en waardeerde, had zijn vriend meermalen laten weten zijn uiterste best te zullen doen, om zijn werk te behouden voor het nageslacht. Over deze door Brod veronderstelde dubbelzinnigheid van Kafka's 'testament' (in feite niet meer dan een kort briefje) is naderhand de nodige discussie ontstaan. Hoe serieus Kafka's wens was, dat al zijn ongepubliceerde werk moest worden vernietigd, zal wellicht nooit helemaal duidelijk worden. Wel staat vast dat de schrijver diverse manuscripten, waaronder tal van verhalen en minstens één toneelstuk, zelf heeft vernietigd of heeft laten verbranden door zijn vriendin Dora.
Voor zover Brod de manuscripten van Kafka voor de oorlog niet in handen wist te krijgen, werd aan Kafka's laatste wil voldaan door de Gestapo, die begin 1933, na de machtsovername door Hitler, ongeveer 20 dagboeken en 35 brieven in beslag nam in de Berlijnse woning van Dora. Ondanks de actieve bemoeienis van de Tsjechische ambassade in Berlijn, werden deze en andere manuscripten die in handen van de nazi's vielen nooit meer teruggevonden en gelden zij als verloren.
Brod echter negeerde de instructies van zijn vriend en zorgde voor de postume publicatie van het grootste deel van diens werk. Hij publiceerde Kafka's grote romans al in de jaren twintig; het bij elkaar brengen en publiceren van het overige werk, vooral de grote aantallen dagboeken en brieven, lukte hem niet meer voor het uitbreken van de Tweede Wereldoorlog. In de nacht voor de bezetting van Praag door de nazi's in maart 1939, slaagde hij erin mét de meeste manuscripten van Kafka naar Palestina te ontkomen, waarna ook het overige nagelaten werk van zijn vriend geleidelijk kon worden gepubliceerd.

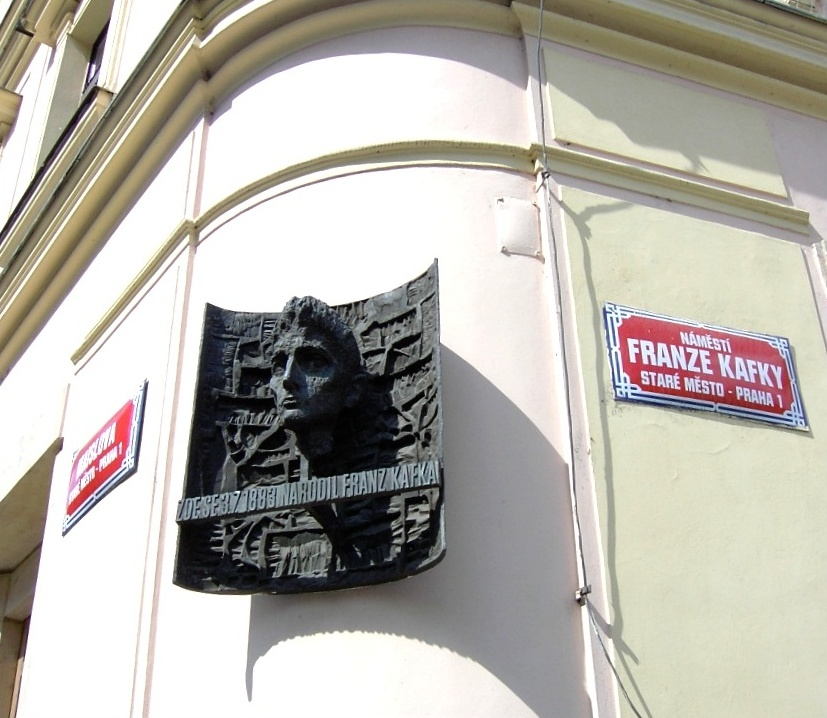
Een herinnering aan Kafka, aan de muur van zijn ouderlijk huis

De uitgaven door Brod zijn echter omstreden: Kafka was overleden zonder zijn manuscripten voor publicatie gereed te maken. Sommige werken – zoals Het slot, dat midden in een zin eindigde, en Het proces, waarvan de hoofdstukken ongenummerd waren – waren incompleet en sommige (Het slot) waren qua inhoud nogal dubbelzinnig. Het lijkt erop dat Brod zich nogal wat vrijheid veroorloofde om Kafka's werken aan te passen aan zijn eigen smaak: hij verplaatste enkele hoofdstukken, wijzigde zinnen en woorden en veranderde op sommige plaatsen de interpunctie. De 'Brodedities' van Kafka's werk worden ook wel de definitieve edities genoemd. Volgens de uitgever van de Engelse editie van Het slot (The Castle, Schocken Books, 1998), is Malcolm Pasley er in 1961 in geslaagd het grootste deel van de manuscripten van Kafka bijeen te brengen in de Bodleian Library van de Universiteit van Oxford. De originele tekst van Het proces werd later geveild en bevindt zich tegenwoordig in het Duitse Literatuurarchief te Marbach.
 Pasley stelde na Kafka's manuscripten bijeen te hebben gebracht een gezelschap samen (met onder meer Gerhard Neumann, Jost Schillemeit en Jürgen Born) dat de romans in de oorspronkelijke staat moest herstellen. S. Fischer Verlag publiceerde de gereconstrueerde romans. Pasley was de eindredacteur voor Das Schloß (Het slot) uit 1982 en Der Prozeß (Het proces) uit 1990. Jost Schillemeit was de eindredacteur van Der Verschollene (Kafka's titel, Max Brod noemde het Amerika) uit 1983. Deze kritische teksten kunnen op het internet worden gevonden op Het Kafka Project.
Sinds 2008 worden de nagelaten papieren van Kafka betwist door de staat Israël en de zusters Eva en Hava Hoffe, dochters van de overleden secretaresse van Max Brod. Dezen willen het materiaal verkopen aan het Duitse Literatuurarchief in Marbach. Israël beschouwt de erfenis als cultureel erfgoed. De papieren bevinden zich in bankkluizen te Zürich en Tel Aviv.
Op 14 oktober 2012 vonniste een Israëlische rechtbank, dat alle resterende documenten moesten worden overgedragen aan het archief van de Nationale Bibliotheek. Rechter Talia Kopelman-Pardo besloot, dat "de geschriften van Kafka, net als de verzameling-Brod, geen geschenk konden zijn aan de dochters van Hoffe". Dit vonnis werd in 2016 bevestigd door het Israëlisch Hooggerechtshof.

### Schrijfstijl
Kafka's taalgebruik is zeer precies en leunt aan tegen het naturalisme van Flaubert, wiens L'Éducation sentimentale tot zijn lievelingsliteratuur behoorde. Dit contrasteert met het bijna droomachtig-vreemde van de wereld die hij oproept, maar die hij met zijn beeldend-realistische beschrijvingen wel zeer geloofwaardig maakt. Hierin wordt hij wel gezien als een voorloper van het surrealisme. Men bespeurt in zijn puristische, soms bevreemdend strenge taalgebruik invloed van het Praagse Duits, dat door de geïsoleerde positie van de Duitstaligen in Praag een min of meer puristische schrijftaal was, alsmede van zijn juridische vorming. Ook werd hij beïnvloed door het Jiddisch. In Kafka's teksten staan betrekkelijk weinig bijvoeglijke naamwoorden. Sommige voegwoorden worden opmerkelijk vaak gebruikt: 'als ..., dan ...', 'desondanks' en vooral 'maar', waarmee telkens verschillende mogelijkheden tegenover elkaar worden gesteld. De taal van de fictieve personages verschilt meestal niet van de taal van de verteller, waardoor de verhalen iets droomachtigs krijgen; deze indruk ontstaat mede doordat reële en irreële gebeurtenissen alsmede feiten en oordelen/interpretaties/gedachten over die feiten, naadloos in elkaar overlopen. De lezer lijkt opgesloten in het brein van de hoofdpersoon, maar voelt tegelijk dat de dingen 'anders' zijn dan hoe hij ze beleeft.

### Literatuurkritische interpretatie

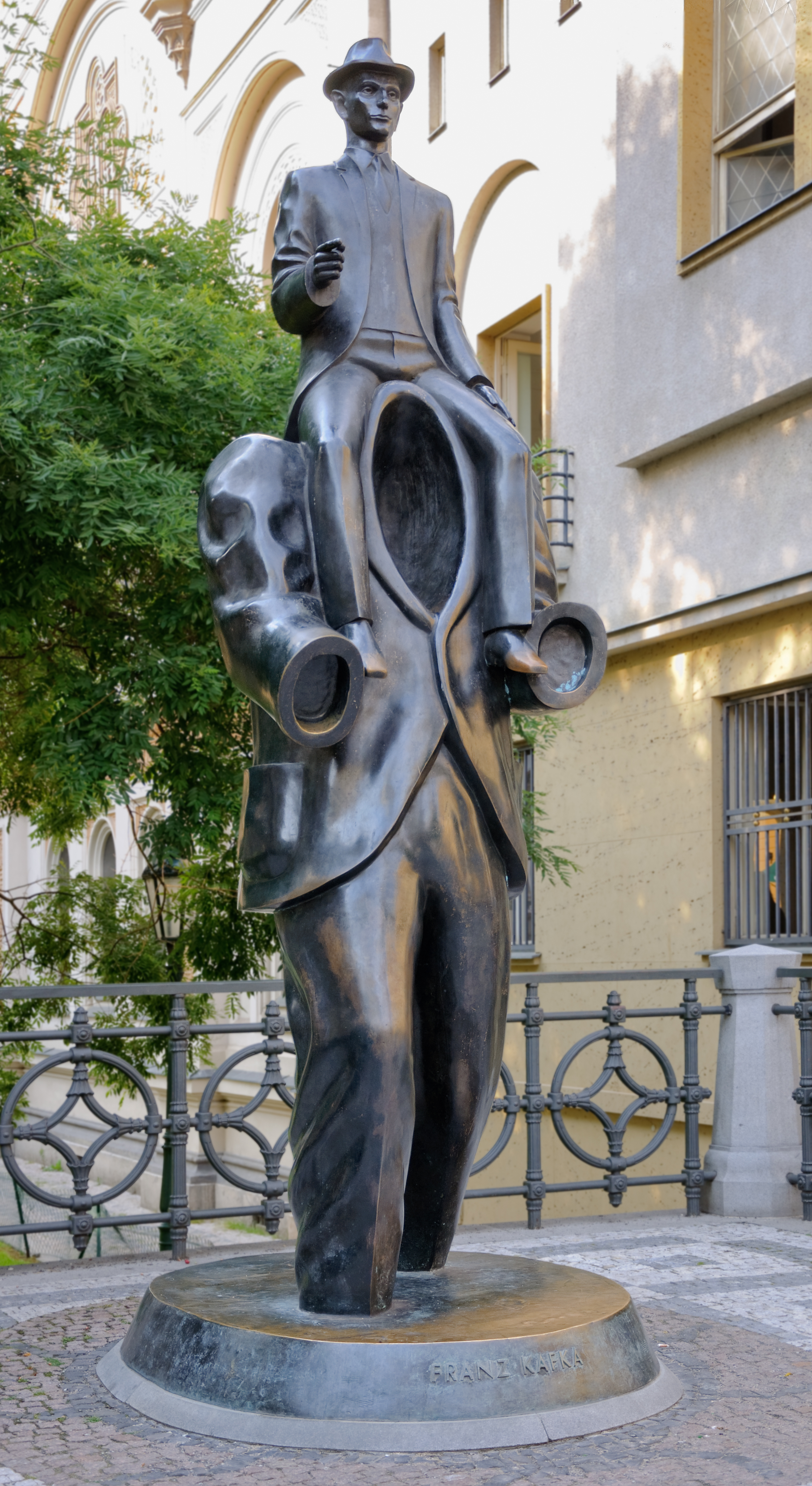
Een monument voor Kafka in Praag

#### Brieven en dagboeken

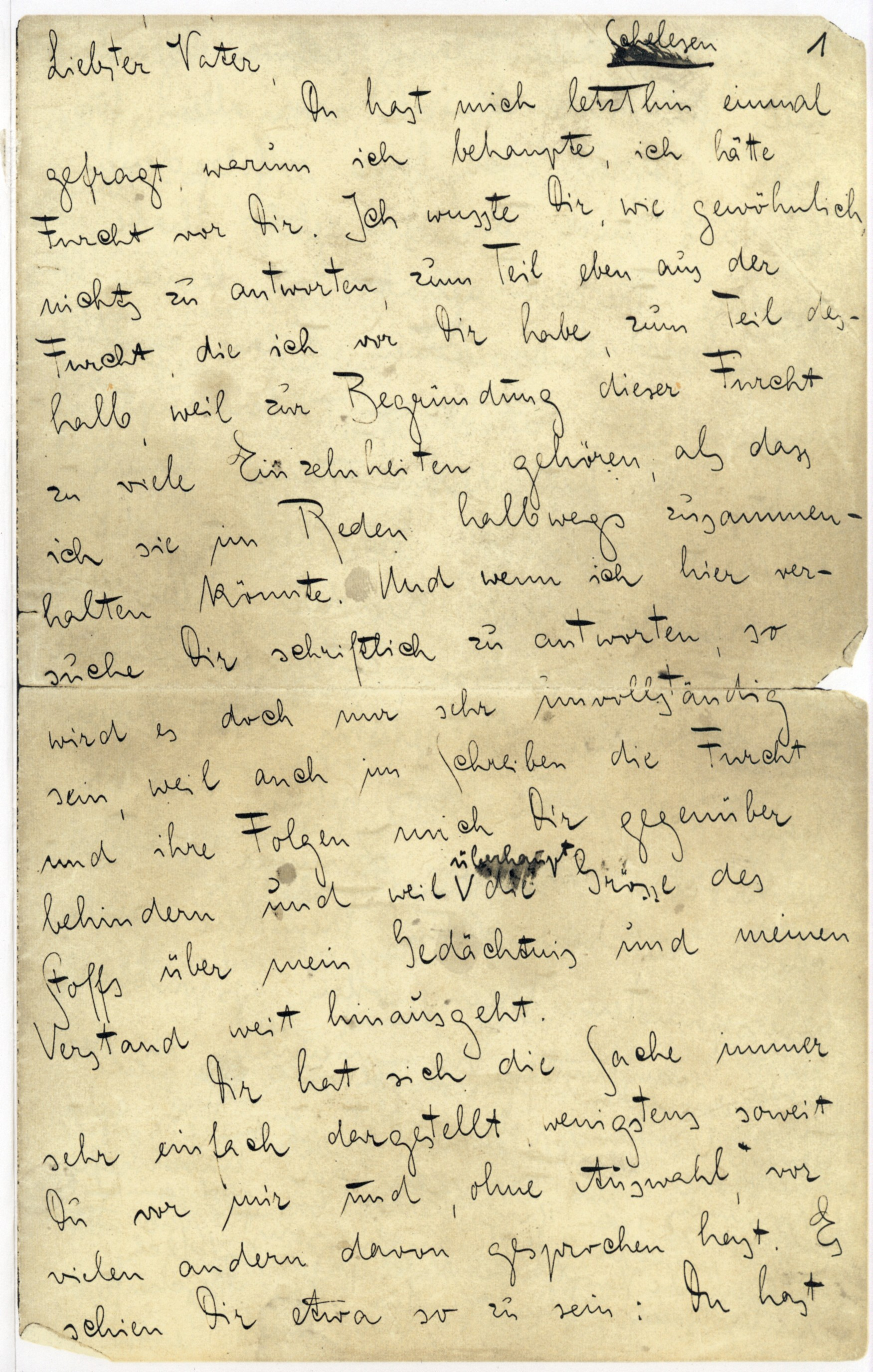
Handgeschreven brief aan zijn vader